# Helmuth Ellgaard
Helmuth Ellgaard, född 3 mars 1913 i Hadersleben i Kejsardömet Tyskland, död 22 april 1980 i Kiel i Västtyskland, var en tysk illustratör, konstnär och journalist.

## Utbildning
Helmuth Ellgaard föddes i det dåvarande tyska Haderslev (Hadersleben) i Nordslesvig. 1928 lämnade familjen Haderslev, som efter  folkomröstningen 1922 blev danskt, för att flytta till Kiel. Redan tidigt intresserade sig Helmuth Ellgaard för teckning och måleri. 1934 fick han sin utbildning på Fachhochschule für Kunst und Gestaltung i Kiel och arbetade samtidigt som reportagetecknare för dagstidningen Kieler Neueste Nachrichten. Han lärde sig att hantera penna och skissblock och hans specialitet blev snabba skisser med ritkol.

## Liv och verk

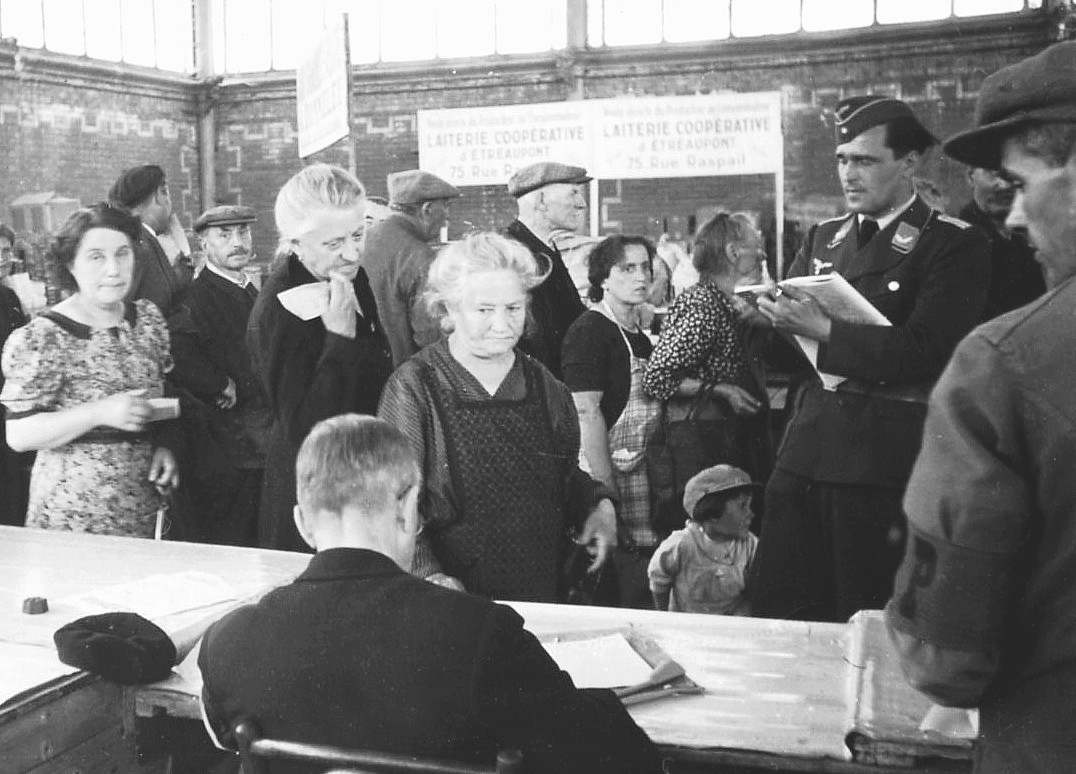
Ellgaard (med skissblock) som krigsreporter i Frankrike 1940.

År 1939 flyttade Ellgaard som nygift med sin hustru Lotte Berger till Berlin. Hans stora förebild vid den tiden var tecknaren och illustratören Theo  Matejko, som hade sin ateljé där. Under andra världskriget var han krigsreporter och som löjtnant i flygvapnet (Luftwaffe) deltog han i många räder som tecknande journalist, bland annat vid Slaget om Storbritannien 1940. Hans arbeten publicerades i den renommerade veckotidskriften Berliner Illustrirte Zeitung. 1942 deltog han med tre verk i utställningen "Finnisch-Deutsche Ausstellung Krieg im Bilde" på Ateneum i Helsingfors. Under kriget föddes även de båda sönerna Peter Ellgaard och Holger Ellgaard.
Genom kriget hade de stora förlagshusen i Berlin förstörts och nya tidningar och tidskrifter uppstod bland annat i Hamburg och München. Familjen Ellgaard flyttade därför till München, där Helmuth Ellgaard var med att starta bildmagasinet Revue, som var en av de många nya tidskrifterna i efterkrigstidens Västtyskland. I redaktionen för Revue arbetade Ellgaard som fast anställd bildredaktör och reportagetecknare. I nästan varje veckoutgåva fanns illustrationer av honom, från 1953 även i färg. Hans förebilder var nu amerikanen Norman Rockwell och dansken Kurt Ard. 
År 1956 gjorde han sig självständig och flyttade med familjen till Hamburg. Här illustrerade han tidskriftsromaner, böcker och arbetade för reklamfirmor. Hans stora insats under perioden 1954 till 1961 var dock illustrationen av ett stort antal filmaffischer, där affischen från 1959 för antikrigsfilmen Bron (Die Brücke) är hans mest framstående arbete.  
År 1980 dog han i en hjärtinfarkt, 67 år gammal. En stor del av hans arbeten donerades 2003 av hans söner till Haus der Geschichte i Bonn.

## Illustrationer (urval)

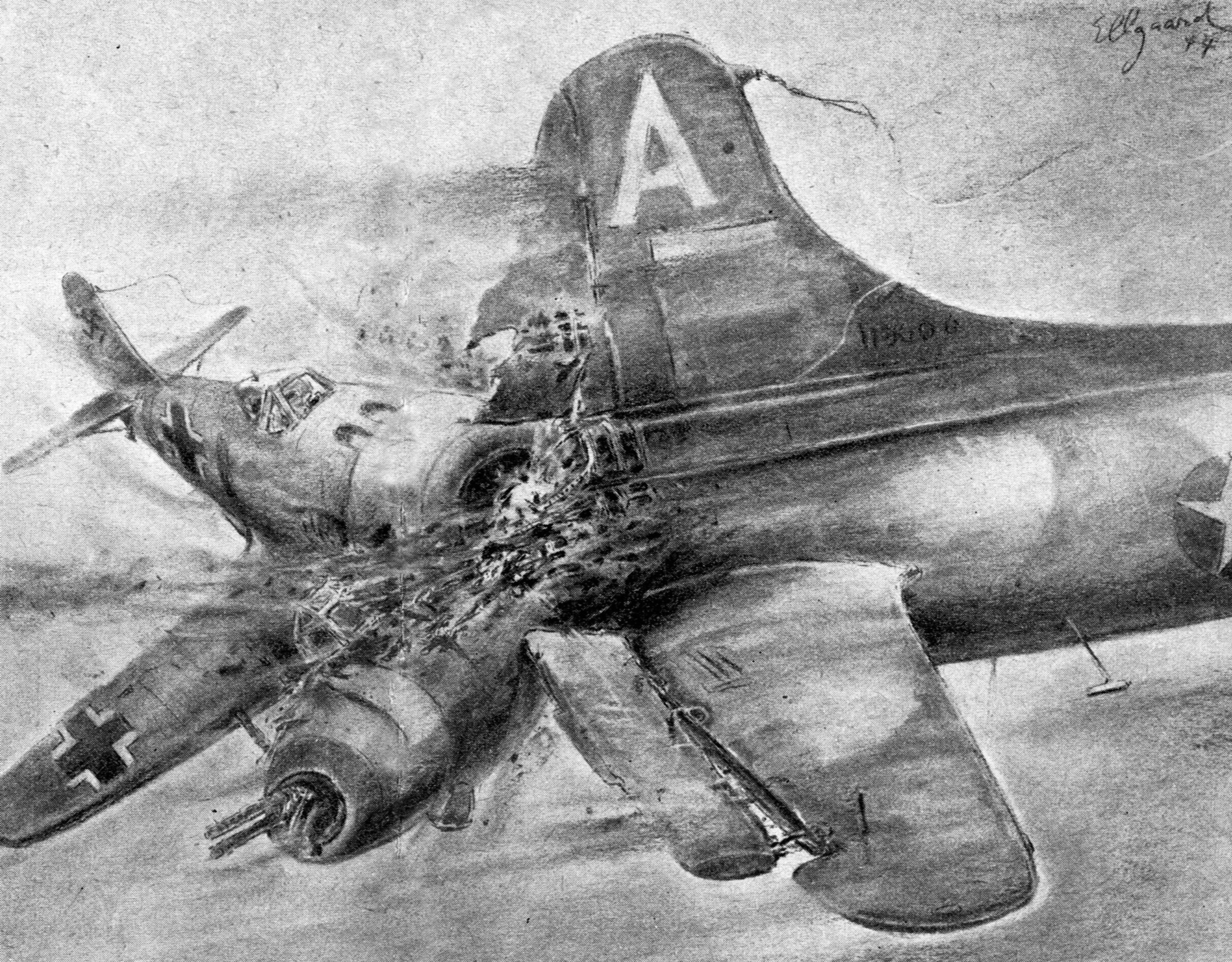
"Jag rammar", Berliner Illustrirte Zeitung, 1944
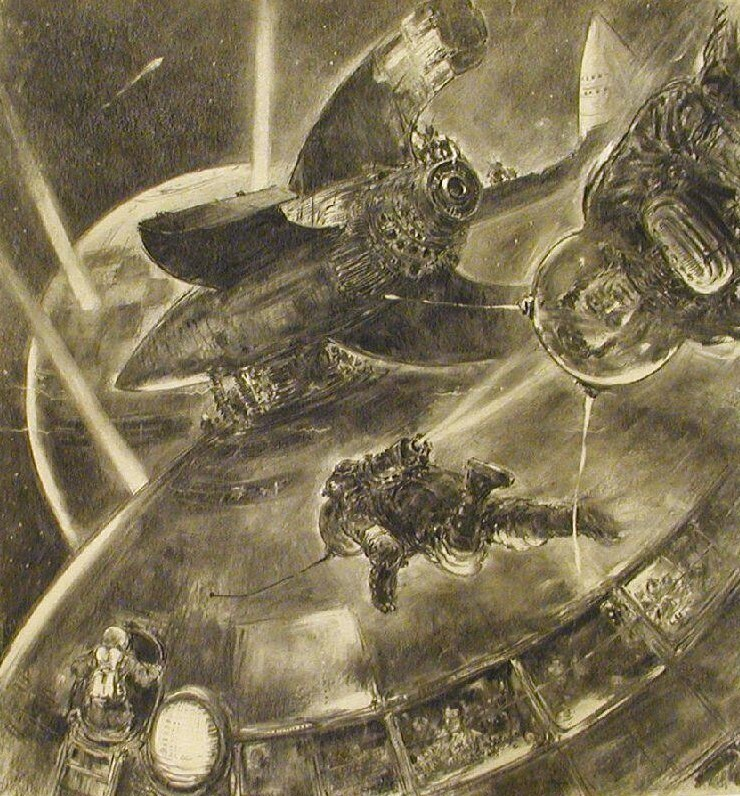
Vision av en rymdstation, 1949
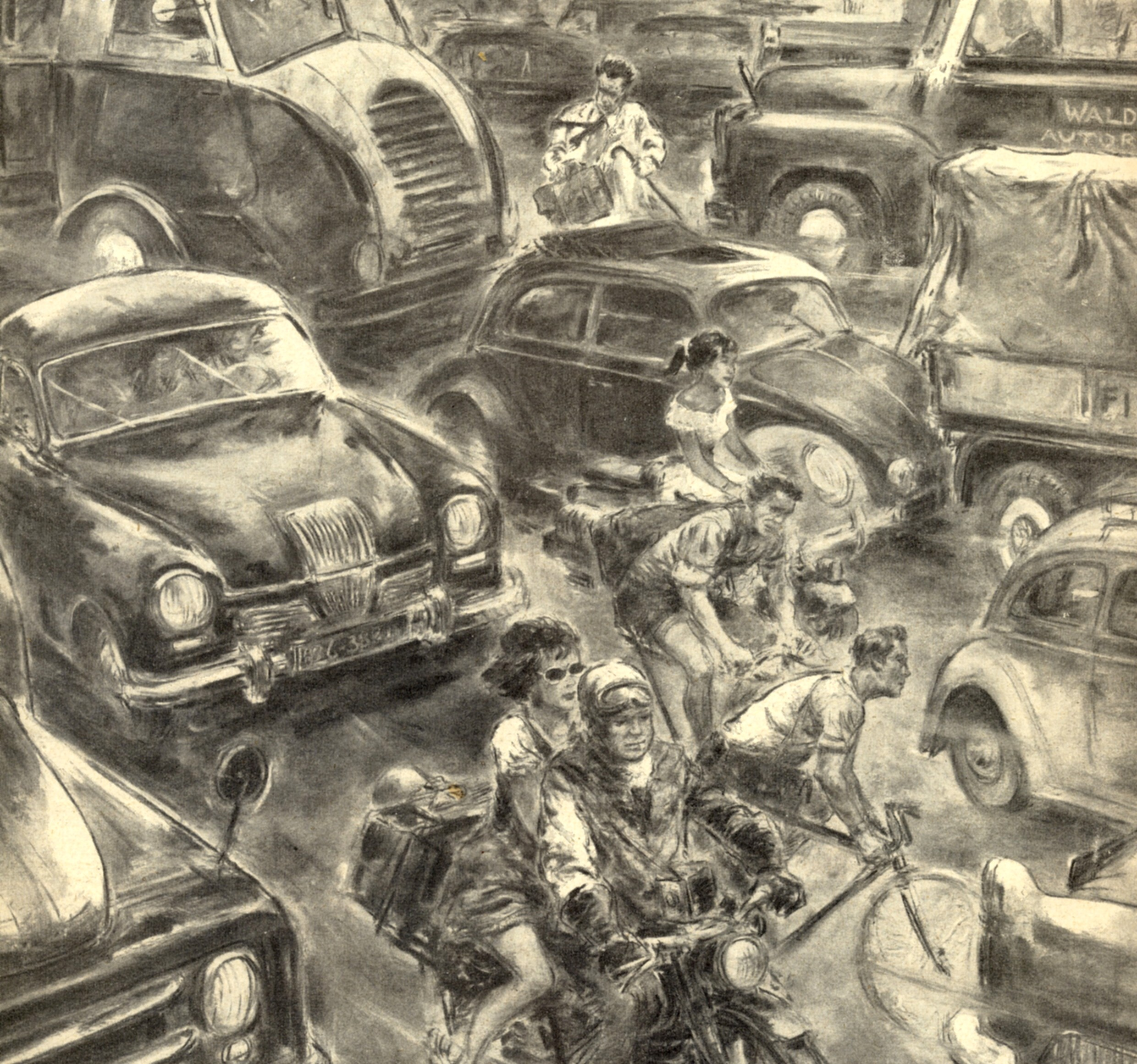
Vision av trafikkaos, 1952
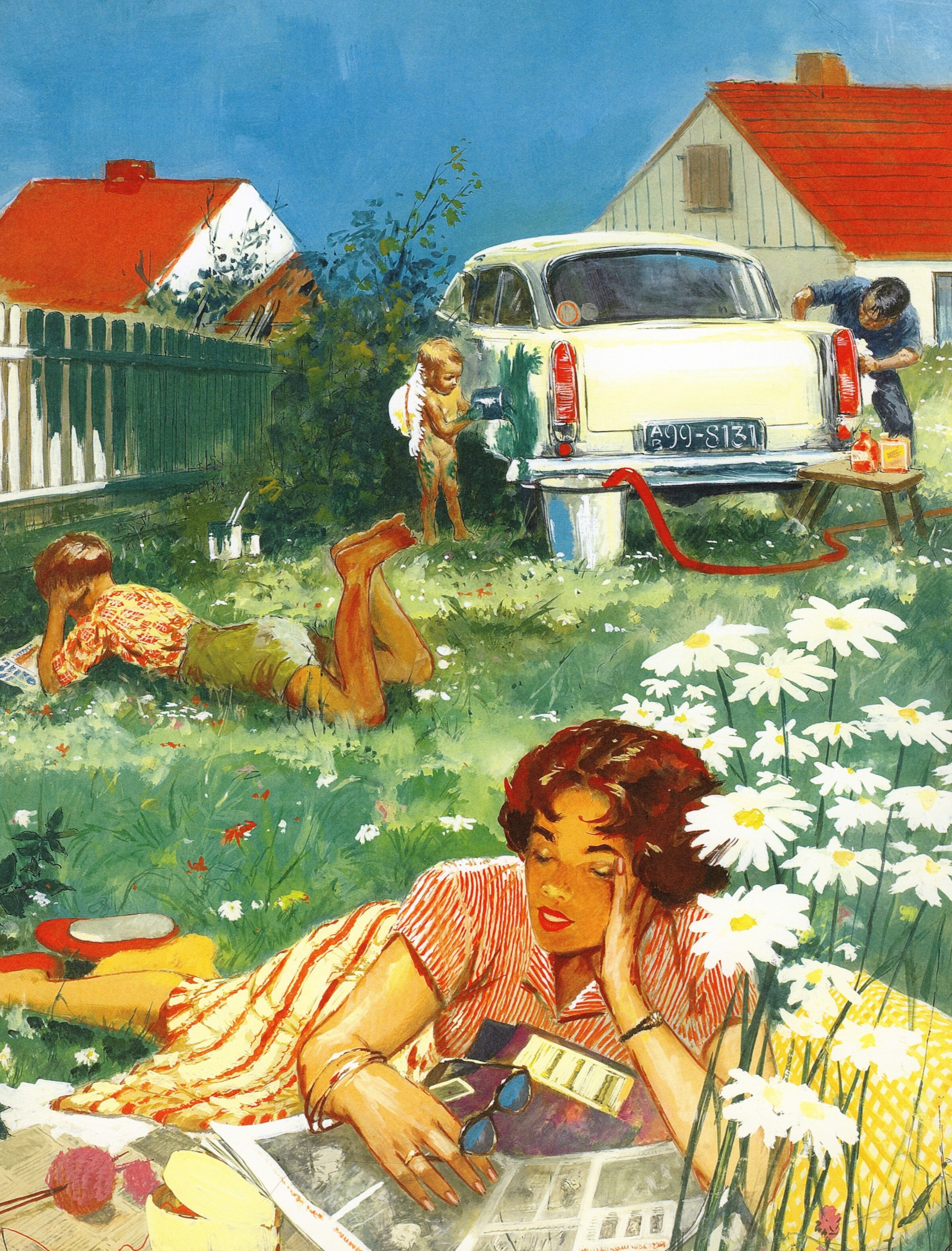
"Lugnet före stormen", 1960

## Filmaffischer (urval)
För fler affischer av Helmuth Ellgaard se commons.

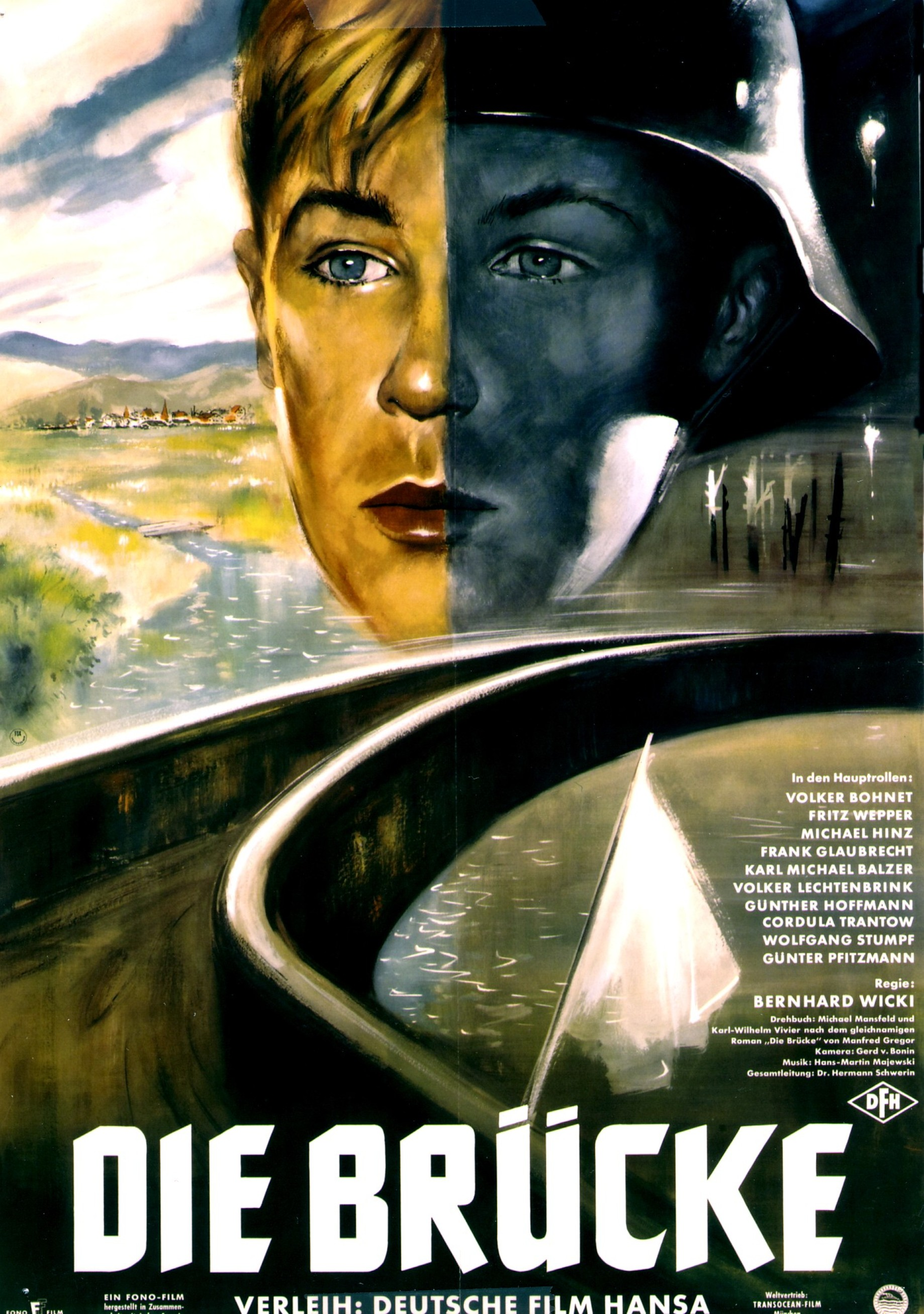
"Die Brücke", 1959
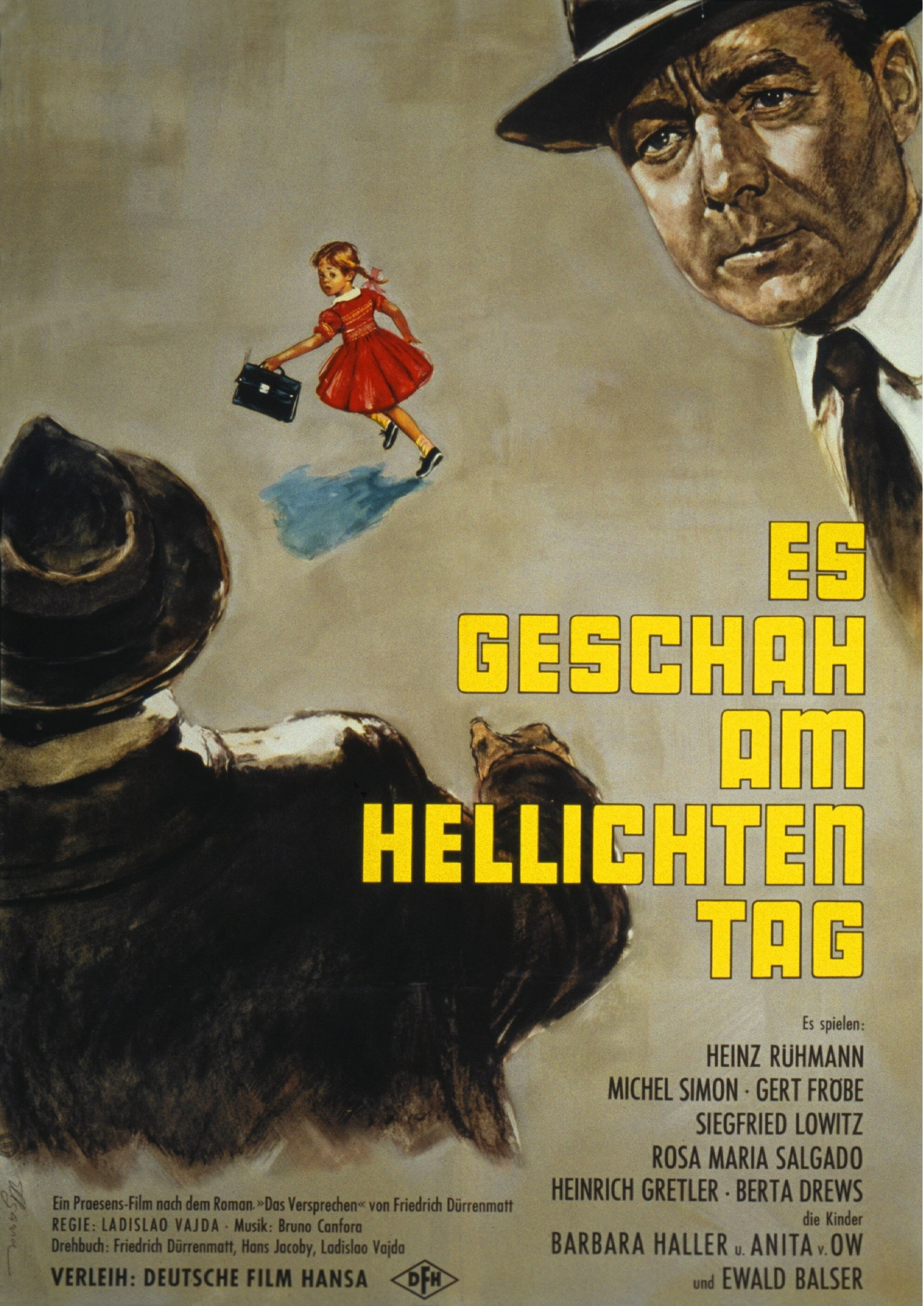
"Es geschah am...", 1959
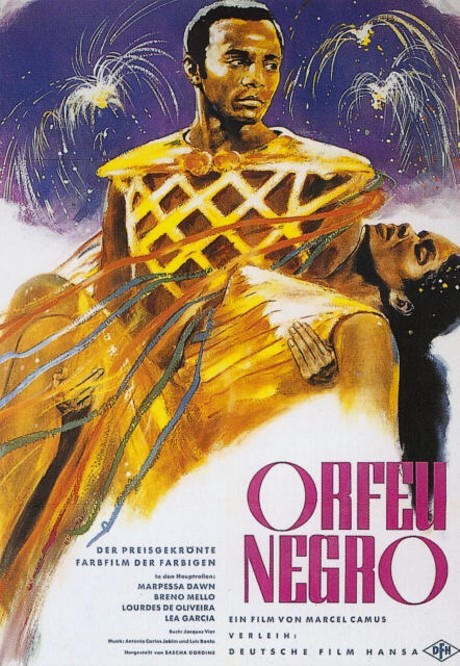
"Orfeu Negro", 1959
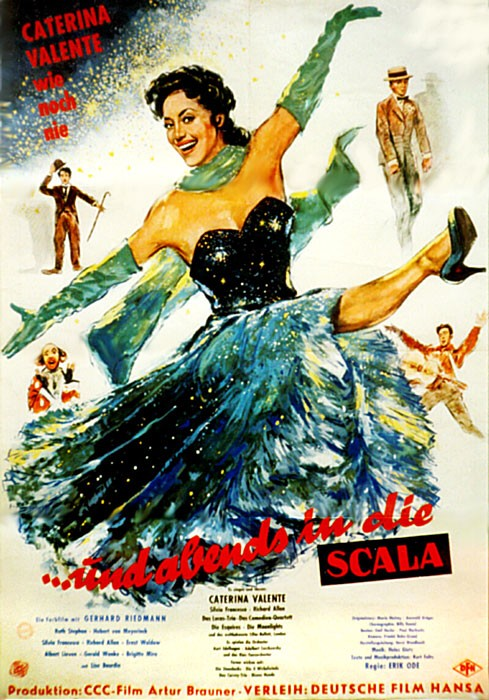
"...abends in die Scala", 1958